# فرایبورگو
فرایبورگو (به پرتغالی: Fraiburgo) یک منطقهٔ مسکونی در برزیل است که در سانتا کاتارینا واقع شده‌است. فرایبورگو ۵۴۷٬۸۵۴ کیلومتر مربع مساحت و ۳۶٬۵۸۴ نفر جمعیت دارد و ۱٬۰۴۸ متر بالاتر از سطح دریا واقع شده‌است.